# Ivor Wood
Ivor Sydney Wood (Leeds, 4 maggio 1932 – Londra, 14 ottobre 2004) è stato un animatore, regista e produttore televisivo britannico.

## Carriera
Nato a Leeds nel 1932, da madre anglo-francese e padre britannico, ha vissuto a Lione, dove studiò. Wood studiò belle arti a Parigi, ed in seguito lavorò in un'agenzia pubblicitaria della capitale francese, dove incontrò Serge Danot. Insieme realizzarono la serie animata La giostra incantata, che verrà adattata dalla BBC per la realizzazione della serie The Magic Roundabout, che riutilizza i filmati della serie francese ma in contesti diversi.
A seguito del successo delle due serie, Wood collaborò con la casa di produzione londinese FilmFair. Alla FilmFair fu animatore e regista di diversi programmi per bambini, a partire da The Herbs nel 1968. Negli anni '70, animò e diresse Simon in the Land of Chalk Drawings, Hattytown Tales, The Adventures of Parsley, The Wombles e Paddington.

## La Woodland Animations
Woodland Animations Ltd. è stata una casa di produzione fondata da Ivor Wood e la moglie Josiane. La Woodland Animations realizzava esclusivamente serie in stop motion per la BBC. Il più popolare programma realizzato dalla Woodland è Il postino Pat.

### Serie prodotte
1. Il postino Pat (1981-1996)
2. Gran (1983)
3. Bertha (1985-1986)
4. Charlie Chalk (1988-1989)
5. Postman Pat's ABC Story (1990; prodotto con la Abbey Broadcast Communications)
6. Postman Pat's 123 Story (1990; prodotto con la Abbey Broadcast Communications)
7. Read Along with Postman Pat (1994; prodotto con la Abbey Broadcast Communications)